# جرذ داكن أسترالي
جرذ داكن أسترالي (الاسم العلمي: Rattus colletti) (بالإنجليزية: Australian Dusky Rat)‏ هو نوع من الحيوانات يتبع جنس الجرذ من الفصيلة الفأرية.